# Bois de la Houssière
Bois de la Houssière är en skog i Belgien.   Den ligger i provinsen Hainaut och regionen Vallonien, i den centrala delen av landet, 50 km söder om huvudstaden Bryssel.
Trakten runt Bois de la Houssière består till största delen av jordbruksmark. Runt Bois de la Houssière är det ganska tätbefolkat, med 179 invånare per kvadratkilometer.